# Garrovillas de Alconétar
Garrovillas de Alconétar (extremadurai nyelven Garrovillas d'Alconeta) település Spanyolországban, Cáceres tartományban. Garrovillas de Alconétar Cáceres, Alcántara, Casar de Cáceres, Navas del Madroño, Portezuelo, Cañaveral, Hinojal és Santiago del Campo községekkel határos. Lakosainak száma 1959 fő (2024).

## Népesség
A település népessége az elmúlt években az alábbi módon változott:
| Lakosok száma | 2503 | 2411 | 2350 | 2280 | 2229 | 2226 | 2145 | 2034 | 1955 | 1959 |
|               | 2001 | 2004 | 2006 | 2009 | 2011 | 2014 | 2016 | 2019 | 2021 | 2024 |